# 甘加镇
甘加镇，是中华人民共和国甘肃省甘南藏族自治州夏河县下辖的一个乡镇级行政单位。
2017年3月15日，甘肃省民政厅批复同意撤销甘加乡，设立甘加镇。

## 行政区划
甘加镇下辖以下地区：
八角城村、作海村、卡加村、仁青村、哇代村、西科村和仁艾村。

## 特产
甘加藏羊：中国地理标志产品。